# Премијер лига Босне и Херцеговине у одбојци за жене
Премијер лига Босне и Херцеговине у одбојци за жене је најјача одбојкашка лига за жене у Босни и Херцеговини коју организује Одбојкашки савез БиХ. Састоји се од 10 клубова. Из Премијер лиге испадају два клуба у нижи ранга такмичења, а у Премијер лигу улази победник Суперлиге Федерације БиХ и победник Прве лиге РС. Три првопласиране екипу остварују право учешћа у међународним куповима у организацији Европске одбојкашке федерације (ЦЕВ).

## Историја
У периоду од 1994. до 2001. године постојала су три одвојена савеза са седиштима у Сарајеву, Бањалуци и Мостару, која су организовала засебна такмичења, иако је ЦЕВ признавао само Прву лигу Босне и Херцеговине, чије је седиште у Сарајеву. Године 2001. створена је јединствена лига на територији Федерације БиХ, док је Одбојкашки савез Републике Српске организовао посебно такмичење Првенство Републике Српске, овакво стање је остало све до 2005. године када се ствара заједничка лига са учешћем екипа са територије целе Босне и Херцеговине. Ова лига је названа Премијер лига Босне и Херцеговине у одбојци.
Након реорганизације Одбојкашког савеза БиХ формирана је Премијер лига Босне и Херцеговине за одбојкашице у којој су учествовали клубови са подручја цијеле државе.

## Систем такмичења
У Премијер лиги БиХ учествује 10 клубова а такмичење се састоји из двије фазе: лигашки дио и разигравање за титулу (плеј-оф). У лигашком дијелу такмичења игра се по двокружном бод систему по "Бергеру" на основу такмичарских бројева екипа који се жријебају прије почетак сезоне. Након одиграних 18 кола завршава се лигашки дио такмичења и осам првопласираних екипа наставља у други дио такмичења - разигравање за титулу, док двије последњепласиране екипе испадају из Премијер лиге БиХ.
Разигравање за титулу или плеј-оф, у којем учествује осам тимова, игра се по куп систему гдје се у четвртфиналу састају: првопласирана и осмопласирана екипа (меч А), другопласирана и седмопласирана екипа (меч Б), трећепласирана и шестопласирана екипа (меч Ц) и четвртопласирана и петопласирана екипа (меч Д). Мечеви се играју на двије добијене утакмице гдје се прва утакмица игра код лошије пласиране екипе а друга и евентуална трећа утакмица код боље пласиране екипе. Побједници серије до двије побједе пласирају се у полуфиналу гдје се састају побједник меча А и побједник меча Д односно побједник меча Б и побједник меча Ц. У полуфиналу се игра на двије добијене утакмице гдје се прва утакмица игра код лошије пласиране екипе а друга и евентуална трећа код боље пласиране екипе. Побједници полуфиналне серије до двије побједе састају се у финалу гдје се игра до двије побједе, тако што је домаћин прве утакмице лошије пласирана екипа а домаћин друге и евентуалне треће утакмице боље пласирана екипа. Побједник финалне серије постаје побједник Премијер лиге БиХ за одбојкашице и шампион Босне и Херцеговине.
Побједник Премијер лиге БиХ за одбојкашице од сезоне 2015/16 остварује право учешћа у ЦЕВ Лиги шампиона, другопласирани остварује право учешћа у ЦЕВ Купу а трећепласирани у ЦЕВ Челенџ купу, док четвртопласирана (у неким сезонама и петопласирана) екипа имају могућност да учествују у Балканском БВА Купу клубова који организује Балканска одбојкашка федерација (БВА) и чији побједник се пласира у ЦЕВ Челенџ куп.

### Промјене у систему такмичења
Овај систем такмичења примјењује се од сезоне 2015/16, док је у претходних 10 сезона након одиграног лигашког дијела се играло разигравање за првака у којем је учествовало шест првопласираних екипа и разигравање за опстанак у којем је учествовало четири последњепласиране екипе.

## Побједници
| Сезона  | Шампион                     |
| ------- | --------------------------- |
| 2005/06 | ЖОК "Јеловица" Тузла        |
| 2006/07 | ЖОК "Јединство Мобис" Брчко |
| 2007/08 | ЖОК "Јединство" Брчко       |
| 2008/09 | ЖОК "Јединство" Брчко       |
| 2009/10 | ЖОК "Јединство" Брчко       |
| 2010/11 | ЖОК "Јединство" Брчко       |
| 2011/12 | ЖОК "Јединство" Брчко       |
| 2012/13 | ЖОК "Јединство" Брчко       |
| 2013/14 | ЖОК "Бимал Јединство" Брчко |
| 2014/15 | ЖОК "Бимал Јединство" Брчко |
| 2015/16 | ЖОК "Бимал Јединство" Брчко |
| 2016/17 | -                           |